# Maybach 57/62
Maybach 57 och 62 (Mercedes-Benz internkod W240) är en lyxbil som Daimler AG:s dotterbolag Maybach Manufaktur tillverkade mellan 2002 och 2012.
Versioner:
| Modell      | Motor               | Cylindervolym | Effekt | Bränslesystem               |
| ----------- | ------------------- | ------------- | ------ | --------------------------- |
| 57/62       | 12-cyl V-motor DOHC | 5513 cm³      | 550 hk | Bränsleinsprutning, biturbo |
| 57/62 S     | 12-cyl V-motor DOHC | 5980 cm³      | 612 hk | Bränsleinsprutning, biturbo |
| 62 Zeppelin | 12-cyl V-motor DOHC | 5980 cm³      | 640 hk | Bränsleinsprutning, biturbo |

## Bilder

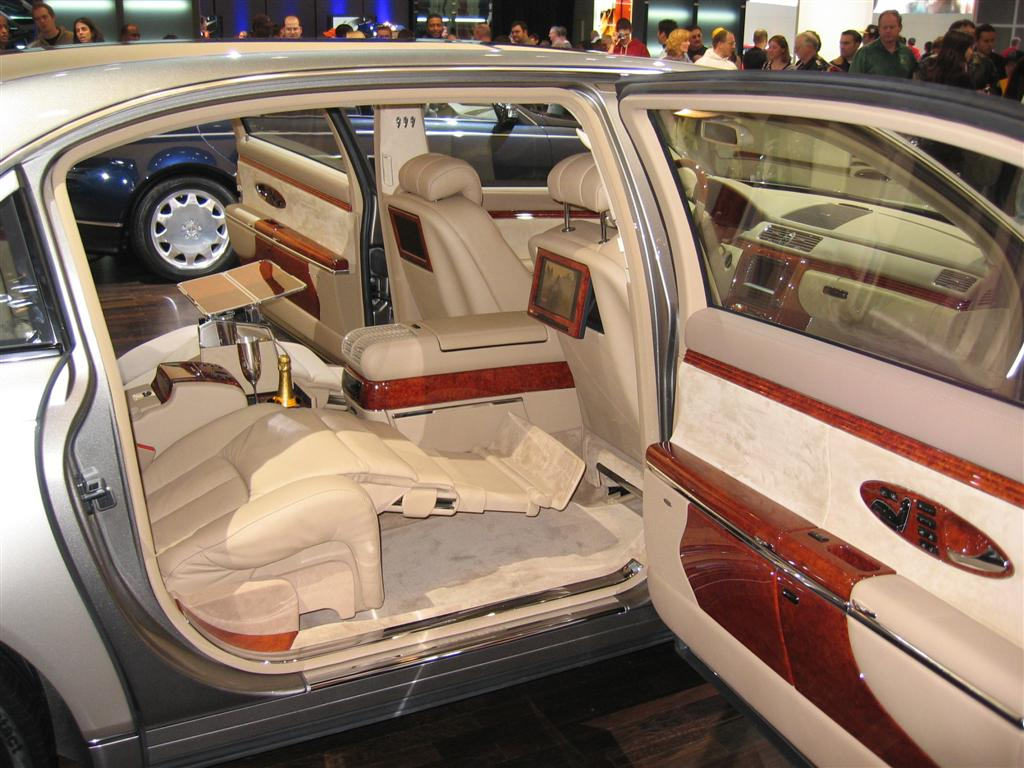
Maybach 62 interiör
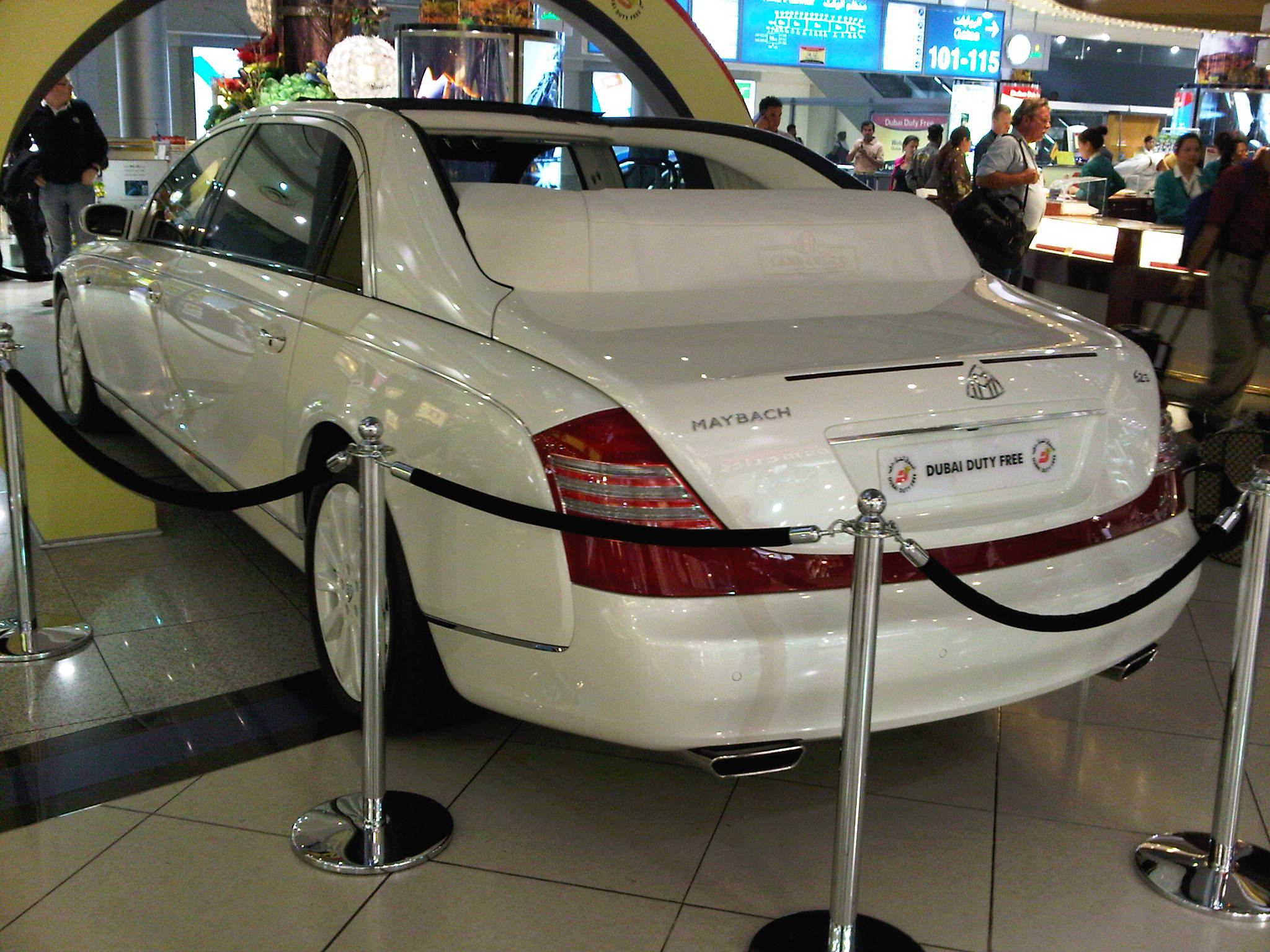
Maybach 62 Landaulette